# Domaines protégés de l'Iran

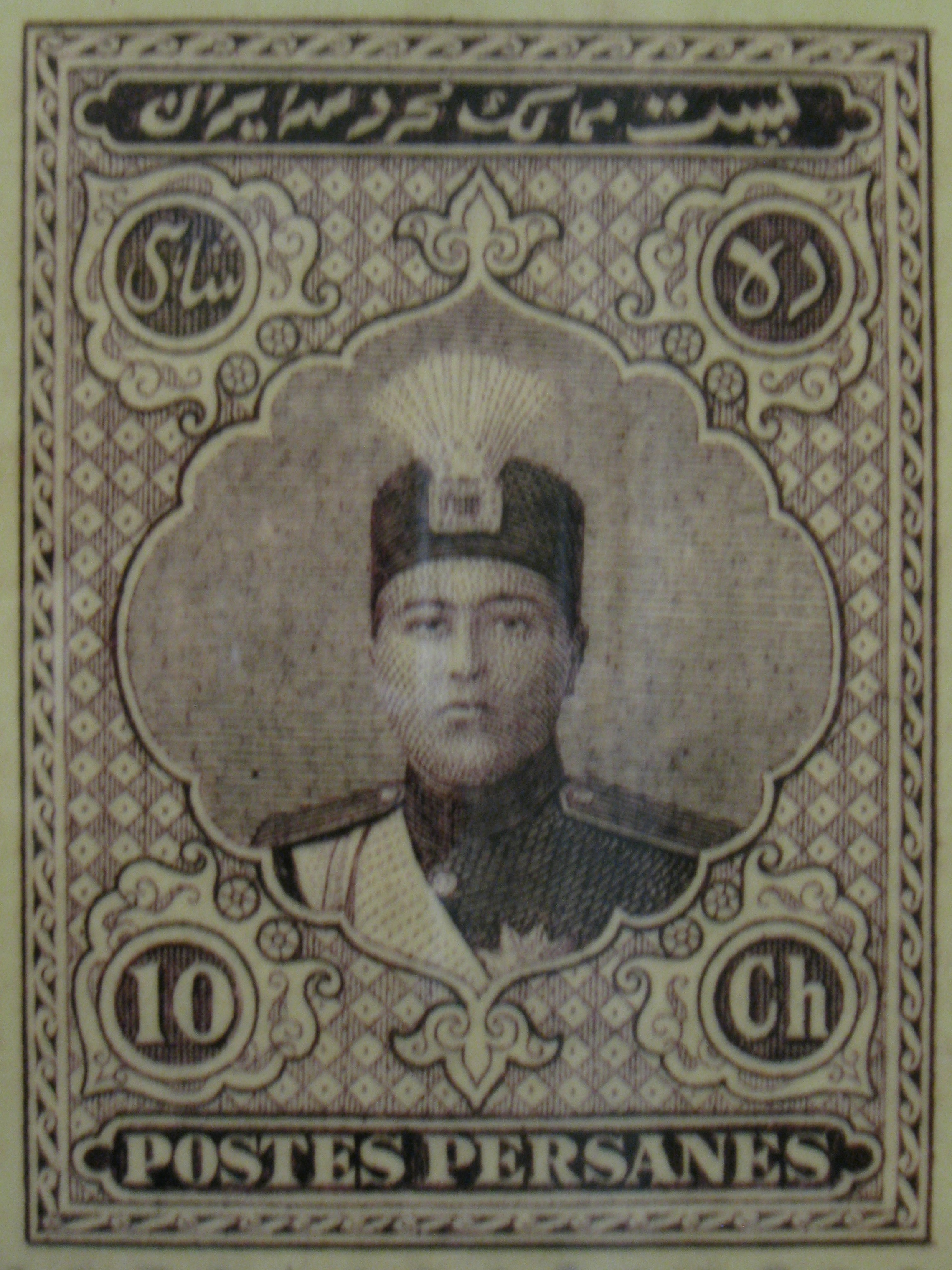
Timbre d'Ahmad Chah Qadjar. Le terme Les Zones Protégées d'Iran est visible en haut du timbre.

Les Domaines protégés de l'Iran (persan: ممالک محروسهٔ ایران, Mamâlek-e Mahruse-ye Irân) étaient le nom courant et officiel de l'Iran, depuis l'ère Séfévide jusqu'au début du XXe siècle,. L'idée des Domaines protégés illustre un sentiment d'unité territoriale et politique dans une société où la langue persane, la culture, la monarchie et l'islam chiite sont devenus des éléments intégrants de l'identité nationale en évolution.